# Informatik Spektrum
Die Informatik Spektrum ist eine wissenschaftliche Computerzeitschrift und wird vom Springer-Verlag alle zwei Monate herausgegeben. Sie war bis einschließlich 2022 offizielles Organ der Gesellschaft für Informatik e. V. (GI) und ihrer assoziierten Organisationen.
Regelmäßige Rubriken der Informatik Spektrum sind:
- Editorial
- Hauptbeiträge
- Aktuelles Schlagwort
- Zur Diskussion gestellt
- Historische Notizen
- Beta-Inside-Kolumne von Gunter Dueck (bis 2017)
- Common-Sense-Kolumne von Edy Portmann (ab 2021)
- Achtung.Datentrickserei-Kolumne von Hans-Joachim Lenz (ab 2019)
- Forum
- Kolumne „Gewissensbits“ (bis 2022[2], seit 2023 in der .inf[3])
- Mitteilungen der Gesellschaft für Informatik e. V. (bis 2022)
  - GI-Veranstaltungskalender
  - Mitteilungen der Schweizer Informatik Gesellschaft
  - Veranstaltungskalender

Die Mitglieder der GI erhielten bis Ende 2017 die Papierausgabe (ISSN 0170-6012). Seitdem war in der Mitgliedschaft nur noch Zugriff auf der elektronische Ausgabe (ISSN 1432-122X) enthalten (bis 2022). Seit 2023 ist die .inf (ISSN 2940-0694 (Print), ISSN 2940-0708 (Online)) das Mitgliedermagazin der GI.